# Disa vasselotii
Disa vasselotii är en orkidéart som beskrevs av Harry Bolus och Schltr.. Disa vasselotii ingår i släktet Disa och familjen orkidéer. Inga underarter finns listade i Catalogue of Life.